# Linpra
Linpra är en litauisk branschorganisation som företräder Litauens verkstadssektor och ingenjörsföretag. Det är den största branschorganisationen av sitt slag i de baltiska staterna.

## Event
Linpra representerar litauiska företag vid olika internationella evenemang, konferenser och mässor. Företaget deltar regelbundet i ett antal mässor, inklusive Alihankkija, Elmia Subcontractor, IAA Mobility, Hannovermässan m.fl.
Linpra anordnar också egna inhemska och internationella evenemang - affärsmöten, kunskapsutbyten, konferenser m.m. Flera evenemang och konferenser under Balttechnika, den största teknik- och ingenjörsutställningen i de baltiska staterna, anordnas av Linpra.
Vissa Linpra-evenemang riktar sig till gymnasie- och universitetsstudenter för att främja intresset för ingenjörsyrket. Steam Team, Litauens största ingenjörstävling för gymnasieelever, arrangeras av Linpra.